# Ioan Axente Sever
Ioan Axente, detto Sever (Frâua, 1821 – 1906), è stato un teologo e rivoluzionario romeno.
Nato in Transilvania, dopo avere studiato teologia e filosofia a Blaj si trasferì a Bucarest, dove prese parte ai moti rivoluzionari del 1848.
Nell'agosto 1848 ritornò in Transilvania e prese parte alla cosiddetta Terza assemblea di Blaj nel mese di settembre; partecipò inoltre accanto a Avram Iancu alla resistenza sui Monti Apuseni.
Sotto la sua direzione tra l'8-17 gennaio 1848 le truppe romene riuscirono a distruggere la città di Aiud dove morirono 1000 persone uomini donne e bambini ungheresi, buttatti poi in fosse comune. Sempre allora fu distrutto il Collegium Accademicum.
Ioan Axente Sever fece inoltre parte del direttivo dell'"Associazione Transilvana per la Letteratura Romena e la Cultura del Popolo Romeno" (Asociaţia Transilvană pentru Literatura Română şi Cultura Poporului Român - ASTRA).
In suo onore il comune natale di Frâua ha assunto la denominazione Axente Sever.
| Controllo di autorità | VIAF (EN) 28559989 · ISNI (EN) 0000 0000 2862 0501 · CERL cnp02111181 · LCCN (EN) n86126993 · GND (DE) 1058938223 |